# Zakken
Zakken is een schilderij van de Nederlandse schilder Theo van Doesburg in het Centraal Museum in Utrecht.

## Beschrijving
Op het schilderij is een berg op elkaar gestapelde zakken in een zanderig landschap te zien, met op de achtergrond de contouren van een bos. Het is rechtsonder gesigneerd en gedateerd ‘VD 1912’. Op 12 maart 1903 werd Van Doesburg opgeroepen om zijn dienstplicht te vervullen en van 1906 tot en met 1914 moest Van Doesburg elke twee jaar herhalingsoefeningen bijwonen. Het is niet onmogelijk dat de op elkaar gestapelde zandzakken herinneren aan Van Doesburgs herhalingsoefening in 1912. In 1914 stuurde Van Doesburg het schilderij samen met twee andere werken (La corbeille rejetée en Petite paysanne hollandaise) op naar Parijs om tentoongesteld te worden tijdens de 30e Salon des Indépendants.

## Herkomst
Na Van Doesburgs dood in 1931 kwam het werk in het bezit van zijn weduwe, Nelly van Doesburg, die het in 1975 naliet aan haar nicht Wies van Moorsel. Van Moorsel schonk het werk in 1981 aan de Nederlandse Staat, die het onderbracht in de tegenwoordige Rijksdienst voor het Cultureel Erfgoed. Deze gaf het werk in 1999 in blijvend bruikleen aan het Centraal Museum.

## Tentoonstellingen
Zakken maakte deel uit van de volgende tentoonstellingen:
- Artistes Indépendants. 30e exposition, 1 maart-30 april 1914, Parijs, cat.nr. 972 (als Les sacs).
- Retrospektiv Theo van Doesburg, 16 december 1923-23 januari 1924, Landesmuseum, Weimar (als Säcke).
- [Retrospektiv Theo van Doesburg], ?-15 april 1924, Kestner Gesellschaft, Hannover (vermoedelijk).
- ‘1940’. Deuxième exposition Rétrospective Van Doesburg, 15 januari-1 februari 1932, Porte de Versailles Parc des Expositions, Parijs (vermoedelijk).
- Theo van Doesburg, 2-31 mei 1936, Stedelijk Museum, Amsterdam (als Zakken).
- Theo van Doesburg. Retrospective exhibition, 29 april-31 mei 1947, Art of this Century Gallery, New York (als Dunes).
- Walt Kuhn, Lyonel Feininger and Theo van Doesburg, juni-15 juli 1947, County Museum of Art, Los Angeles (vermoedelijk).
- Theo van Doesburg, 29 juli-24 augustus 1947, San Francisco Museum of Modern Art, San Francisco.[2]
- Theo van Doesburg, september 1947, Henry Art Gallery, Seattle (vermoedelijk).
- Theo van Doesburg. Paintings, drawings, photographs and architectural drawings, 15 oktober-8 november 1947, The Renaissance Society of the University of Chicago, Chicago (vermoedelijk).
- Theo van Doesburg, 20 november-12 december 1947, Cincinnati Art Museum, Cincinnati.[3]
- Exhibition Van Doesburg, 5-23 januari 1948, Robinson Hall, Harvard University, Cambridge, Massachusetts (als Dunes).
- De nalatenschap van Theo en Nelly van Doesburg. Schenking Van Moorsel, 1 april-17 juli 1983, Haags Gemeentemuseum, Den Haag.